# Renaud Santa Maria
Renaud Santa Maria  est un écrivain et journaliste français (né le 15 février 1972 à Ziguinchor, Sénégal). Il est d'origine italienne par sa mère, Palma, dont il conservera le nom de jeune fille « Santa Maria ».

## Biographie
Né en 1972 à Ziguinchor (Sénégal), Renaud Santa Maria grandit à Reims, il étudie l’histoire et l’histoire de l'art. À Paris, il entreprend des études de philosophie et de théologie. Très jeune, il exerce sa sensibilité en fréquentant durant neuf ans le conservatoire de musique, tombe à l'âge de 12 ans à la renverse à la lecture d’Arthur Rimbaud (il fondera avec François Reibel le groupe « The Rimb » dont il sera le chanteur-compositeur), commence à se passionner pour la musique gothique et la cold wave, tout particulièrement The Cure, et n’a de cesse de dessiner, d’écrire et de composer.
Il rencontre Thierry Ardisson en 2001 et commence à travailler pour des émissions produites par Téléparis, Société de Production dirigée par Stéphane Simon, comme Rive droite / Rive gauche où il fait ses premiers pas en tant que journaliste puis acquiert des responsabilités dans diverses émissions (chargé de production, producteur exécutif, producteur adjoint, programmateur, sur divers chaînes : France 2, France 3, France 4, France 5, Canal+, 13e Rue). Il devient par la suite auteur d’émissions (Le Club Saint Pierre, auteur-concepteur) et coauteur pour la rubrique de Sébastien Thoen à l’Édition Spéciale (Canal+). En 2009, il crée en partenariat avec plusieurs maisons de production une télévision en ligne « Natural Born TV », où il est Directeur de la Rédaction et présentateur.
Marqué par diverses influences picturales (les Préraphaélites, le Symbolisme, l’Expressionnisme), littéraires (poésie russe et française, le romantisme, le courant des Hussards, tout particulièrement Michel Déon mentionné dans les remerciements du "Cœur en berne"), de cinéma (l’Expressionnisme allemand, Francis Ford Coppola, David Lynch...), de bande dessinée (Hugo Pratt, Arno, Yslaire, Enki Bilal, André Juillard, Liberatore). Il poursuit actuellement sa carrière journalistique à la fois dans le milieu audiovisuel (Téléparis) et en presse écrite (Bakchich Hebdo, VoxPop...), tout en se consacrant à sa vocation littéraire.
Entre 2008 et 2011, une dizaine de ses nouvelles seront publiées dans la revue Bordel, éditée par Stéphane Million. Suivront en 2010 Le cœur en berne, recueil de nouvelles et de poésie et La mort est une nuit sans lune (en 2012), premier roman de l'auteur, tous deux publiés chez Stéphane Million Editeur. Après le décès de Palma (des suites d'un cancer du sein), la mère de Renaud Santa Maria, il lui consacra un roman en lui rendant hommage, véritable cri d'amour à l'égard de celle qu'il admirait le plus: Le malheur sera ta chance (rentrée littéraire de 2015) édité par les éditions Belfond.
Le 3 novembre 2016, parait un nouveau recueil de nouvelles et de poésie : Les neuf premières vies de Pandora (éditions Belfond) qui, cette fois-ci, rend hommage au chat (Pandora) de l'auteur. Hommage légitime selon l'écrivain puisque, à sa manière et grâce à lui, ce fidèle compagnon lui aura permis de survivre à la mort de Palma. Ironie du sort, trois semaines après sa sortie (22 novembre 2016), un incendie ravage une partie de l'immeuble où loge Renaud Santa Maria et sans l'intervention de ce dernier, Pandora aurait été condamné à périr lors de l'incident. Décidant de sauver son chat, il remonta dans son appartement et risqua lui-même d'y périr si, comme il le déclara par la suite « un sapeur pompier kamikaze ne lui avait pas sauvé la vie in extremis... » L'affaire fut d'ailleurs relayée par la presse (Le Parisien, Le Figaro, Huffington Post, etc) tant la réalité sembla rattraper la fiction,,. En effet, si le titre de l'ouvrage insistait sur les neuf "premières" vies de Pandora, ce n'était que pour mieux souligner que Pandora, chat d'exception, n'était justement pas condamné comme tous les autres chats à n'avoir que neuf vies. La dixième nouvelle s'intitulant "La résurrection de Pandora" a donc marqué les esprits : car dans les faits, Pandora a bel et bien été sauvée par son maître trois semaines après la sortie du livre...
Lors de l'incident, son ami et voisin Gaspard Proust sera également intoxiqué.
Il a actuellement publié chez Stéphane Million éditeur un recueil de nouvelles et de poésies (Le Cœur en berne, sorti le 12 avril 2010), et plusieurs nouvelles au sein de la revue Bordel créée par Stéphane Million, et dont Frédéric Beigbeder fut le Directeur littéraire. Ainsi que son premier roman La mort est une nuit sans lune (2012). Il a depuis édité aux éditions Belfond un second roman Le malheur sera ta chance (rentrée littéraire de 2015) et un recueil de nouvelles Les neuf premières vies de Pandora (3 novembre 2016).

## Publications
- 2010 : Le Cœur en berne, Recueil de nouvelles et de poésies, ouvrage individuel, Stéphane Million éditeur.  (ISBN 978-2917702-17-8)
- 2012 : La mort est une nuit sans lune, Roman, Stéphane Million éditeur.  (ISBN 978-2917702-57-4)
- 2015 : Le malheur sera ta chance, roman, éditions Belfond.  (ISBN 978-2-7144-6031-8)
- 2016 : Les neuf premières vies de Pandora, éditions Belfond.  (ISBN 978-2-7144-7498-8)

### Nouvelles parues dans la revueBordel
- 2008 : Bordel no 8 "La jeune fille" (Nouvelle "Le Cœur en berne"), ouvrage collectif, Stéphane Million éditeur.  (ISBN 978-2-917702-00-0)[14]
- 2008 : Bordel no 9 "Jean-Michel Basquiat" (Nouvelle "L'Emmuré"), ouvrage collectif, Stéphane Million éditeur.  (ISBN 978-2-917702-04-8)
- 2009 : Bordel no 10 "Imposteur" (Nouvelle "Testament"), ouvrage collectif, Stéphane Million éditeur.  (ISBN 978-2-917702-09-3)
- 2009 : Bordel no 11 "The Rat Pack" (Nouvelle "L'anamor(t)", inspirée par la vie de Florence Rey), ouvrage collectif, Stéphane Million éditeur.  (ISBN 978-2-917702-13-0)
- 2010 : Bordel no 12 "Le grand Bordel de Cannes" (Nouvelle "L'impossible Cannes"), ouvrage collectif, Stéphane Million éditeur.  (ISBN 978-2-917702-18-5)
- 2010 : Bordel no 13 "Pierre Desproges" (Nouvelle "Trompe-la-Mort"), ouvrage collectif, Stéphane Million éditeur.  (ISBN 978-2917702-25-3)

### Le Cœur en berne
Ce livre se compose de quatre nouvelles publiées en 2008 et 2009 dans la revue Bordel, éditée par Stéphane Million éditeur, agrémentées de deux nouvelles inédites. S’ensuivent Calicots lunaires, fragments poétiques, écrit comme un journal de bord du vide entre 1989 et aujourd’hui. Renaud Santa Maria nous livre une part de son univers, entre vaines espérances et quête d’absolu. Tiraillé par ce qui semble inéluctable à tous, l’auteur cherche, au travers de ce qu’il nomme « les néants en vacations », à trouver ce qui peut faire encore tenir debout les hommes blessés par la lucidité qu’ils ont de leur destinée. Le rêve, l’amour, l’ivresse, les idéaux, Dieu ?
Une des nouvelles "L'Anamor(t), évoquant un monologue intérieur de Florence Rey une heure avant sa sortie de prison fut particulièrement remarquée. La nouvelle fut retravaillée et augmentée afin d'être à nouveau éditée dans l'ouvrage : Les neuf premières vies de Pandora (3 novembre 2016).